# Охріменко Василь Іванович
Василь Іванович Охріменко (14 січня 1927, Леміщиха, Черкаська область, УСРР — 9 липня 2006, Київ, Україна) — військовий диригент, народний артист УРСР.

## Біографія

Могила Василя Охріменка

Народився 14 січня 1927 року в селі Леміщисі (нині Жашківського району Черкаської області). У 1953 році закінчив Інститут військових диригентів у Москві. У 1970 році став лауреатом першої премії найпрестижнішого конкурсу військових оркестрів у Москві. З 1979 року — засновник, художній керівник і головний диригент духового оркестру України. З 1992 року — засновник, художній керівник і головний диригент Київського академічного муніципального духового оркестру.
Полковник. Жив у Києві. Помер 9 липня 2006 року. Похований на Лук'янівському військовому кладовищі.

## Нагороди
- Орден «За заслуги» I ст. (23 серпня 2005) — за значний особистий внесок у соціально-економічний, науковий та культурний розвиток України, вагомі трудові здобутки та активну громадську діяльність[1]
- Орден «За заслуги» II ст.
- Орден «За заслуги» III ст. (10 січня 1997) — за значний особистий внесок у розвиток музичного мистецтва України, вагомі творчі здобутки[2]
- Орден «Богдана Хмельницького» III ст.
- Нагороди СРСР